# عبد المجيد همو
عبد المجيد همو هو باحث سوري متخصص في الدراسات التوراتية، ولد في مدينة كفر تخاريم في محافظة إدلب.

## المؤلفات
قام الباحث بتأليف العديد من الكتب في هذا المجالات المتعلقة بالدراسات التوراتية أو الماسونية ومؤلفات أخرى عديدة منها:
1. ما بين موسى وعزرا كيف نشأت اليهوديَّة؟
2. اليهوديَّة بعد عزرا وكيف أُقرَّت؟
3. مفاهيم تلموديَّة نظرة اليهود إلى العالم.
4. الله أم يَهْوَه؟ أيُّهما إله اليهود؟
5. مصادر التوراة.
6. الفرق والمذاهب اليهوديَّة منذ البدايات.
7. المجازر اليهوديَّة والإرهاب الصهيوني منذ ظهور التوراة.
8. الماسونيَّة والمنظَّمات السرِّيَّة ماذا فعلت؟ ومن خدمت؟[1]
9. بابل ولصوص اليهود.
10. الجذور اليهوديَّة أمام النقد التاريخي.
11. بلقيس بين الحقيقة والأسطورة.
12. هاجر بين الحرية والعبودية.
13. التوراة تحريف وتزوير (في أربعة أجزاء).

## اغتياله
اغتيل عبد المجيد همو في مزرعته في محافظة إدلب مدينة كفر تخاريم عام 2002م ولم يُكشف القاتل أو سبب مقتله بعدها اشتبهت الشرطة بعامل المزرعة (محمد .و.م) الذي اعترف بجريمة القتل بالحجر والفأس والمنشار بهدف السطو علي أمواله.